# Однорічний охотник
Однорічний охотник; однорічник (рос. вольноопределяющийся) — військовослужбовець (з нижніх чинів) Російської Імперської армії і Флоту, що надійшов на військову службу добровільно і який користувався певними пільгами. В епоху рекрутської повинності (до 1874 року) однорічниками називалися особи, які добровільно надійшли на службу з податкових станів, що не підлягають рекрутському набору (купці, міщани та інші), або ж особи з податних станів, що не підлягали набору особисто.
Після введення загальної військової повинності статус добровольців істотно змінився. Щоб стати добровольцем, призовник повинен був мати певний освітній ценз і добровільно вибрати обов'язкову службу на пільгових умовах замість ймовірного призову за жеребом на загальних умовах. Пільги для добровольців перебували в скороченому терміну служби і праві на отримання (за умови здачі особливого іспиту) в офіцери після закінчення терміну служби.
У німецькомовних країнах — річник-волонтер (Einjährig-Freiwilliger), скорочено — EF.

## Однорічники в період рекрутської повинності (2-я половина XVIII століття— 1874 рік)
Основним способом поповнення офіцерського корпусу до середини ХІХ століття було отримання дворянами офіцерського стану після певного терміну дійсної служби нижнім чином, без отримання спеціальної військової освіти. До видання в 1762 році Маніфесту «Про вольності дворянства» служба (військова або цивільна) була для дворян обов'язковою, проблеми нестачі кандидатів на офіцерські посади не існувало. Після оголошення вольності дворянства виникла проблема комплектування офіцерського корпусу. В результаті сформувалося два шляхи отримання офіцерських чинів: через спеціальну військову освіту (меншість офіцерів) і після вислуги певного терміну у нижніх чинах. Військовослужбовці, що надійшли до служби добровільно і бажаючі отримати офіцерський чин після вислуги нижнім чином, можна розділити на такі категорії:
- Дворяни;
- Представники станів, не зобов'язані рекрутською повинністю (спочатку купці двох перших гільдій і почесні громадяни; перелік станів, звільнених від повинності, поступово розширювався);
- Представники станів, зобов'язані рекрутською повинністю, але які не підпадали під черговий набір особисто (перш за все, особи, у яких вже призваний до армії брат).

Дві останніх групи військовослужбовців отримали назву «однорічників» (добровольців).
Зрозуміло, військова служба могла залучити таких добровольців тільки за умови надання їм певних пільг як щодо загального 25-річного терміну служби рекрутів, так і щодо терміну, необхідного для отримання офіцерського чину (рекрути також могли стати офіцерами за особливі заслуги при вислузі 12 років унтер-офіцерами).
Однорічники повинні були від служити 4 роки до підняття у унтер-офіцери, після чого ще через 4 роки мали можливість стати офіцерами. Умови для дворян були більш пільговими — вони могли надходити на службу відразу ж унтер-офіцерами і стати офіцерами через 3 роки служби. Однорічниками могли стати офіцерами тільки при наявності вакансій і за умови, що в полк у немає кандидатів-дворян з необхідною вислугою.
Умови служби для однорічників неодноразово змінювалися в епоху наполеонівських війн — уряд в періоди значної неукомплектованості офіцерського корпусу полегшував умови отримання офіцерських чинів, знову посилюючи їх після заповнення вакансій.
Після Війни третьої коаліції (1805 рік) вперше були введені особливі пільги за освітою: студенти університетів, що надійшли на військову службу (в тому числі і не з дворян), служили тільки 3 місяці рядовими і 3 місяці підпрапорщиками, після чого ставалт офіцерами поза вакансій. Зрозуміло, ці пільги застосовувалися поки що до вкрай незначного числа військовослужбовців.
До моменту отримання офіцерського чину однорічники вже мали зазвичай, старші звання для нижніх чинів: підпрапорщика, портупей-прапорщика, естандарт-юнкера і фанен-юнкера. У 1859 році всі ці звання були скасовані, а їх носії перейменовані в юнкерів і портупей-юнкерів. Зазвичай такі юнкера називалися «юнкерами армії», для розрізнення їх з учнями військово-навчальних закладів.
В цілому, поняття «однорічник» в період до 1874 року стосувався не до звання військовослужбовця, а до його правового статусу. Однорічники ніяк не відрізнялися від нижніх чинів ні по формі одягу, ні за умовами несення служби.
На середину ХІХ століття з однорічників (включаючи сюди і кандидатів на офіцерський чин з дворян вийшло близько половини генералів, 55 — 65 % обер-офіцерів.

### Звід військових постанов 1839 року
Звід військових постанов видання 1839 представляв собою першу спробу систематизації військового законодавства. Звід поділяв всіх осіб, які вступають на службу добровільно, на студентів (осіб з освітнім цензом) — найбільш пільгову категорію, дворян і однорічників, які в свою чергу, поділялися на три розряди по станової приналежності.
- Перший розряд — діти особистих дворян, які мають права на спадкове почесне громадянство; священиків; купців 1-й — 2-ї гільдій, що мають гільдійське свідоцтво протягом 12 років; лікарів; аптекарів; художників і т. ін. осіб; вихованці виховних будинків; іноземці. Термін служби до здобуття офіцерського чину 4 роки (при відсутності вакансій — через 6 років в інші частини);
- Другий розряд — діти однодворців, які мають право на дворянство; почесних громадян і купців 1-й — 2-ї гільдій, які не мають 12-річного стажу. Термін служби до здобуття офіцерського чину 6 років;
- Третій розряд — діти купців 3-й гільдії, міщан, однодворців, які втратили право на отримання дворянства, канцелярських служителів, а також незаконнонародженим, вільновідпущеники і кантоністи. Термін служби до здобуття офіцерського чину 12 років.

Обов'язкових освітніх вимог, як для надходження до однорічників, так і для здобуття офіцерського чину, не передбачалося.

#### Введення вимог щодо освіти в 1844 році
У 1844 році, як наслідок загального розвитку системи освіти, було визнано можливим вимагати від вступників на службу дворян і однорічників певного освітнього цензу. Кандидатам, при відсутності вимог закінчення певних навчальних закладів, слід було здавати спеціальний іспит. До складу іспиту входили: граматика (твір), німецька або французька мови (вміння читати і писати), арифметика на елементарному рівні, російська та світова історія, географія (дві останні дисципліни — в досить розгорнутому викладі).
Іспитів по спеціальним військовим предметам не передбачалося, надання офіцерського чину як і раніше відбувалося без іспиту.
Кандидати, які не зуміли скласти іспит, могли вступити на військову службу охотниками, тобто добровольцями, які не мали пільг по терміну служби і умов здобуття офіцерського стану.

#### Зміна умов служби в період Кримської війни
Під час Кримської війни (1853—1856 роки) офіцерів в армії бракувало і умови отримання звання в 1854 році були тимчасово пом'якшені:
- Особи з вищою освітою ставали офіцерами негайно при надходженні на службу;
- Випускники гімназій дворянського походження ставали офіцерами після вислуги 6 місяців;
- Для всіх інших категорій однорічників необхідні терміни вислуги були зменшені в 2 рази (до 2, 3 і 6 років відповідно).

У 1856 році, після закінчення війни, скорочені терміни служби були скасовані.
З 1856 року однорічників робили офіцерами і при відсутності вакансій. З 1856 року було посилено пільги за освітою: магістри і кандидати духовних академій були зрівняні в правах з випускниками університетів; студенти духовних семінарій, вихованці дворянських інститутів і гімназій служили в унтер-офіцерському званні до того як ставали офіцерами лише 1 рік.

#### Зміна умов служби в 1858 році
У 1858 умови служби добровольців були змінені однорічни могли здати іспит на право здобуття офіцерського чину безпосередньо при надходженні на службу. Якщо їм не вдавалося скласти цей іспит, вони зобов'язувалися прослужити певний час, причому отримували право повторної здачі іспиту на здобуття офіцерського чину в будь-який час.
Однорічники 1-го розряду зобов'язані були служити 4 роки, 2-го розряду — 6 років, а 3-го розряду — 12 років.
З 1860 року в офіцерами, незалежно від наявності вакансій, робили однорічників, які здали офіцерський іспит при вступі на військову службу. Тих же, хто прослужив 4, 6 і 12 років і здав іспит при проходженні служби, при відсутності вакансій звільняли з чином колезького реєстратора.

#### Зміна умов служби в 1866 році
У 1866 році пішли подальші зміни умов служби для однорічників, викликані як черговим скороченням терміну служби по рекрутському набору (до 7 років дійсної служби), так і появою і швидким розвитком системи військових і юнкерських училищ. Всі особи, які бажали отримати офіцерський чин без навчання у військовому або юнкерському училищі, поділялися на чотири категорії, дві з яких іменувалися однорічниками. Однорічники тепер поділялися на дві категорії, які залежать від того, чи зобов'язаний був рекрутської повинністю той стан, до якого вони належали (на той період підлягали повинності тільки селяни і міщани). Ці чотири категорії були наступними:
- Ті, хто мав вищу або середню освіту — саме ця категорія військовослужбовців буде перейменована в однорічників після 1874 року, але в даний період по відношенню до них цей термін не застосовувався. Ті, хто мав вищу освіту тримали іспит тільки по військових науках з курсу юнкерського училища, служили 3 місяці (з 1869 року — 2 місяці), після чого ставали офіцери. Ті, хто мав середню освіту здавали такий же іспит, але служили 1 рік.
- Дворяни без середньої освіти — здавали іспит з повного курсу юнкерського училища, ставали офіцерами після 2 років служби.
- Однорічники з станів, зобов'язаних рекрутською повинністю. Здавали іспит з повного курсу юнкерського училища, ставали офіцерами після 4 років служби.
- Однорічники з станів, зобов'язаних рекрутською повинністю. Здавали іспит з повного курсу юнкерського училища, ставали офіцерами після 6 років служби.

Дворяни без середньої освіти однорічники могли за своїм вибором або надходити в юнкерські училища, або самостійно складати іспит з їх курсу, перебуваючи на дійсній службі. Існуючі екзаменаційні вимоги 1844 року і можливість здати іспит до вступу на службу з подальшими пільгами були скасовані.
Реформа робила перебування в статусі однорічника досить невигідною і стимулювала всіх кандидатів на офіцерський чин, в тому числі які вже знаходилися на службі, до вступу в юнкерські училища, система яких в той період активно розвивалася.

## Однорічники в період загальної військової повинності (з 1874 роки)
У 1874 році відбувається реформа військової повинності — рекрутські набори замінюються загальною, безстановою військовою повинністю з призовом до армії по жеребкуванню. Система військово-навчальних закладів розвивається до того рівня, при якій поповнення офіцерського корпусу відбувається в основному через отримання військової освіти. З'являється запас армії, до якого зараховуються нижні чини які відслужили дійсну службу. Для забезпечення армії додатковими офіцерами в разі мобілізації потрібні були офіцери запасу. Ця ситуація призвела до реформи інституту однорічників, тепер його основним призначенням була підготовка офіцерів запасу. Нові умови служби для однорічників дозволяли особам з освітнім цензом замінити ймовірне (за жеребом) потрапляння на службу (з великим терміном служби і на гіршими умовах) добровільним вступом на службу (з меншим терміном служби і на кращих умовах) з подальшим присвоєнням офіцерського чину.
Офіцерські чини щорічно присвоювалися 1,5-2 тисячам однорічників, таким чином, при терміні перебування в запасі 12-13 років, армія до 1890-х років отримала близько 20 тисяч офіцерів запасу. Перша світова війна показала недостатність цього методу комплектування корпусу офіцерів запасу, резерву яких був негайно вичерпаний при мобілізації 1914 року, після чого довелося перейти до інших методів невідкладної підготовки офіцерів.
Після реформи 1874 року слово «однорічник» перетворилося з опису правового статусу військовослужбовця в своєрідне військове звання. До однорічника, навіть якщо він мав звання, відмінне від рядового, статутно зверталися «однорічник». Для офіцерів вважалося хорошим тоном звертатися до однорічників на «ви» і говорити їм «пан», хоча статут цього не вимагав.

### Загальні правила про однорічників

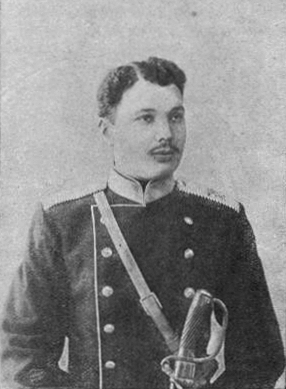
Граф Кирило Іванович Канкрин, однорічник 52-го драгунського Ніжинського полку, убитий 19 лютого 1905 року в бою поблизу Мукдена

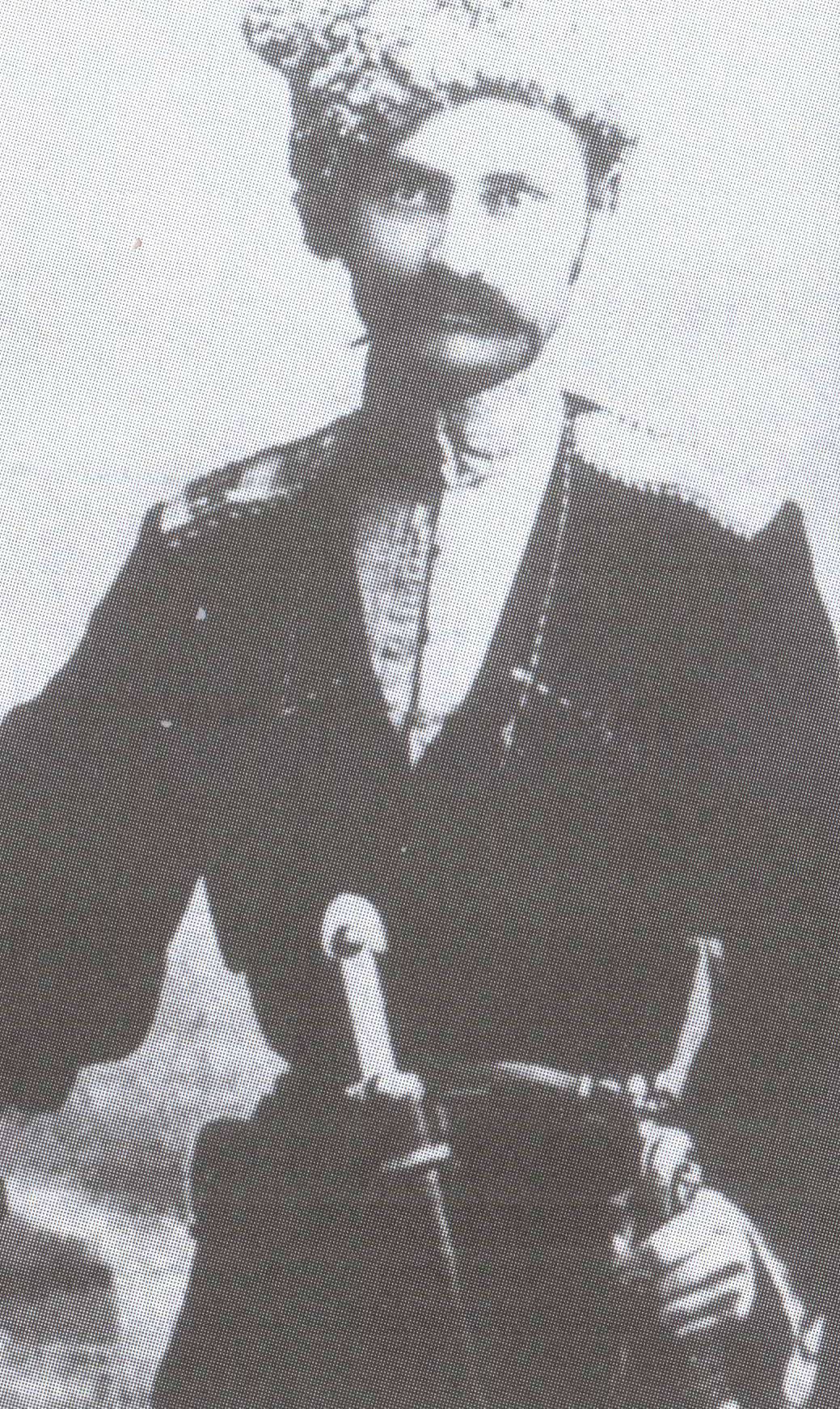
Воєнфельдшер 3-го лінійного полку Кубанського козацького війська доброволець І. Л. Сорокін. м. Майкоп. 1914рік

Однорічниками іменувалися особи які добровільно надійшли на службу на пільгових умовах до того, як вони підпали під загальну процедуру призову, при якій покликані на службу визначалися жеребкуванням, а не вийнявши призовний жереб — звільнялися від призову і зараховувалися в ополчення.
До однорічників пред'являлися наступні вимоги:
- Вік не менше сімнадцяти років;
- Для неповнолітніх (до 21 років) — згода батьків;
- Наявність встановленого освітнього цензу і (в деяких випадках) здача спеціального іспиту на звання;
- Відповідність вимогам по здоров'ю і статурі.

Про бажання вступити в однорічники слід заявити не менше, ніж за два місяці до дати загального призову. Особи старше призовного віку (20 років) приймалися в однорічники, тільки якщо вони не пройшли раніше заклик по жеребкуванні через надання їм законних відстрочок.
Не допускалися в однорічники особи: а) перебувають під кримінальним судом або слідством; б) зазнали по суду покарання, поєднане з позбавленням права вступати на державну службу, в) визнані по суду винними в крадіжці і шахрайстві.
Юдеї могли надходити в однорічники на загальних підставах, але офіцерами їх не робили. Дана норма була негласною, прямої заборони на отримання офіцерського чину юдеями закон до 1913 року не містив. Законодавчо заборона на прийом юдеїв до військових училищ була встановлена Наказом по Військовому відомству в 1913 році.
Однорічники з медичною освітою проходили службу на посадах, які відповідали їх кваліфікації.
Однорічники могли надходити на службу в будь-який час року, вибираючи рід зброї на власний розсуд. Так як прийняття їх на службу залежало від наявності вакансій, особа що бажала стати добровольцем повинна була самостійно домовитися про службу з командуванням обраної ним частини. В козацьких військах однорічники з 1876 року не приймалися.
Однорічники, що надходили в кавалерію і в гвардію, зобов'язані були утримувати себе на власні кошти. В інших родах військ можна було утримувати себе за свій рахунок добровільно, що тягло за собою пільгу у вигляді дозволу проживати поза розташуванням частини.
Однорічники були нижніми чинами і могли отримувати ті ж звання і нагороди, що і інші нижні чини. Єдиною відмітною ознакою однорічників був триколірний біло-жовто-чорний кант, яким обшивалися погони. Однорічники виконували всі звичайні обов'язки нижніх чинів, крім участі в господарських роботах.
Після закінчення терміну служби однорічники піддавалися особливому іспиту. Витримавші його отримували перший офіцерський чин прапорщика (13 клас по Табелі про ранги), невитримавших — залишалися в тому званні, яке мали раніше і мали право продовжувати службу добровільно. Іспит в різний час мав різну ступінь складності, але в цілому для осіб з вищою і середньою освітою іспит полягав у військових дисциплінах по курсу військового училища, для осіб з освітою нижче середнього — збігався з повним курсом військового училища. Для підготовки до іспиту однорічників, як правило, звільняли на кілька місяців від поточних обов'язків служби.
C 1884-86 років чин прапорщика, який отримували однорічники при переходу в офіцерський стан, могли носити тільки офіцери запасу, випускникам військових і юнкерських училищ надавався чин підпоручника (12 клас по Табелі про ранги). Однорічники з вищою освітою, якщо вони бажали продовжити службу, також ставали підпоручниками. Однорічники недворянського походження, які отримали перший офіцерський чин, як виняток не отримували пов'язаних з офіцерським чином прав стану (зарахування до особистого дворянства), поки не вислужили в офіцерських чинах трьох років.
Однорічники могли звільнитися зі служби за власним бажанням, не вислуживши встановленого терміну, але в цьому випадку вони знову підлягали призову на загальних підставах з жеребкуванням. Однорічники, на відміну від інших нижніх чинів, могли просити у начальства відпустку терміном до 4 місяців, який не рахувався до строку служби.
Однорічники мали право на вступ до юнкерських училищ. Юнаки з небагатих родин могли після закінчення 6 класів гімназії або реального училища надходити в однорічники, а потім, через невеликий проміжок часу, надходити в юнкерські училища з утриманням на казенний рахунок (під час вступу цивільних осіб навчання було платним). Право на вступ до більш престижні військових училищ однорічникам не надавався.
Однорічників не слід плутати з охотниками — нижніми чинами, котрі служили без пільг і надійшли на службу добровільно при наявності права на відстрочку від призову або після того, як витягли непризовного жереб при призові.

### Термін служби та вимоги до освіти

#### За статутом про військову повинність 1874 року
Право служити однорічником визначалося тільки освітою. Залежно від рівня освіти однорічники поділялися на три розряди:
- Перший розряд — студенти, які закінчили університети і інші вищі навчальні заклади.
- Другий розряд — студенти, які закінчили шість класів гімназії або реального училища, два курси духовної семінарії, вчительські інститути, комерційні училища, середні технічні училища.
- Третій розряд — студенти, які закінчили різні заклади з загальним шестирічним терміном навчання: прогімназії, чотирикласні міські і повітові училища, вчительські семінарії, будь-якого роду спеціальні училища, які давали звання техніка, фельдшера, ветеринара і т. п. Всі особи, які мають звання вчителя міського або повітового училища, домашнього вчителя.

Загальний термін служби без пільг становив 6 років на дійсній службі, 11 років в запасі.
Особи, які мали пільги за освітою, при службі на загальних умовах (заклик по жеребкуванні) служили зі скороченим терміном. Однорічники, також в залежності від розряду за освітою, служили з ще більш скороченим терміном.
- Перший розряд — термін служби однорічників — 3 місяці, 9 років в запасі (термін служби на загальних підставах — 6 місяців, 14 років і 6 місяців в запасі), ставали унтер-офіцерами через 2 місяці служби, офіцерами — за вислугою обов'язкового терміну служби;
- Другий розряд — термін служби однорічників — 6 місяців, 9 років в запасі (термін служби на загальних підставах — 1 рік і 6 місяців, 13 років і 6 місяців в запасі), ставали унтер-офіцерами через 4 місяці служби, офіцерами — за вислугою обов'язкового терміну служби;
- Третій розряд — термін служби однорічників — 2 роки, 9 років в запасі (термін служби на загальних підставах — 3 роки, 12 років в запасі), ставали унтер-офіцерами через 1 рік служби, офіцерами — за вислугою обов'язкового терміну служби.

Статут про військову повинність недостатньо чітко визначав можливість включення в число однорічників третього розряду випускників самого «простонародного» типу шестирічної школи — повітових і міських училищ. У момент видання статуту випускників міських училищ ще не існувало (училища утворювалися з 1872 року), але до 1875—1876 Військове міністерство визначило свою позицію — випускники міських і повітових училищ не могли надходити в однорічники.

#### Зміна терміну служби в 1886 році
У 1886 році умови служби для однорічників були змінені. Колишніх два перших розряди за освітою були злиті в один, перший розряд. Для випускників усіх інших навчальних закладів було встановлено спеціальний іспит на право служити однорічником, що включав в себе Закон Божий, російську мову, арифметику, геометрію або алгебру, географію та історію.
Терміни служби з пільгами за освітою були змінені таким чином:
- Перший розряд — термін служби однорічників — 1 рік, 9 років в запасі (термін служби на загальних підставах — 2 роки, 13 років в запасі); ставали офіцерами за вислугою обов'язкового терміну служби.
- Другий розряд — термін служби однорічників — 2 роки, 9 років в запасі (термін служби на загальних підставах — 3 роки, 12 років в запасі), для отримання офіцерського звання слід прослужити 3 роки.

У гвардію, артилерію і інженерні війська приймалися тільки однорічники першого розряду, і тільки з дозволу командирів частин.
Після скорочення терміну служби в 1905 році загальний термін служби без пільг становив 3 роки в піхоті і пішій артилерії, 4 роки в інших родах військ на дійсній службі, 7-8 років в запасі, для осіб з пільгами за освітою термін служби змінений не був.

#### Зміна умов служби в 1912 році
У 1912 році була прийнята нова редакція Статуту про військову повинність. Розділ однорічників на два розряди було скасовано. Однорічників в війська брали тих які: мали медичну освіту з 15 по 31 грудня, термін служби обчислювався з 1 січня, з іншим утворенням з 15 по 30 червня і термін у них обчислювався з 1 липня. Право бути однорічниками отримали особи, які мають вищу або середню освіту, які закінчили шість класів будь-якого середнього навчального закладу або два класи духовної семінарії, не молодший 17 років. Особи, які не задовольняють цьому цензу, могли здати особливий іспит, відповідний програмі шести класів середніх навчальних закладів (без іноземних мов). Однорічники ставали офіцерами після здачі особливого іспиту, приблизно відповідного курсу юнкерського училища (тільки спеціальні військові дисципліни).
Термін служби однорічників, які не бажали здавати іспит на офіцерське звання (або не витримали його), становив 2 роки на дійсній службі і 16 років в запасі.
Однорічники, які здали офіцерський іспит, служили 1 рік 6 місяців на дійсній службі і 16 років 6 місяців в запасі, причому, на розсуд начальства, вони могли бути відраховані в запас за вислугою 1 року і 3 місяців зобов'язуючи відслужити 3 місяці.
Лікарі служили 2 роки, займаючи посади свого фаху, при цьому вони проводилися в класний чин через 4 місяці служби.
Якщо однорічники здавали випробування в кінці першого року служби, вони ставали прапорщиками і продовжували службу в офіцерському чині. Якщо вони складали іспит на другому році служби на звання підпоручика, їх підвищували до підпоручників, одночасно з випуском юнкерських училищ.
Умови для осіб з освітнім цензом, які мають право бути однорічниками, але потрапили на службу за жеребом, перестали відрізнятися від однорічників. Вони також могли здавати іспит на офіцерський чин, після чого також ставали офіцерами через 1 рік 6 місяців і відраховувалися у запас.

### Однорічниками на флоті
На флот однорічниками могли надходити тільки особи з освітою першого і другого розрядів. Термін служби для обох розрядів становив 2 роки на дійсній службі, 5 років в запасі. Однорічниками бралися до флоту в званні юнкера флоту.
Після закінчення терміну служби однорічники (юнкера флоту) піддавалися особливому іспиту (за програмою Морського кадетського корпусу), які витримали його ставали гардемаринами і кондукторами (що давало право бути зробленим в офіцери через певний час служби і кількість плавань), ті що не витримали — в унтер-офіцери. Ті що не витримали іспит могли добровільно служити далі, через рік вони отримували право складати іспит ще раз.
З 1882 року однорічники складали іспит і за його результатами підвищувалися безпосередньо в мічмани і прапорщики флоту. На відміну від сухопутних військ, для виробництва в мічмани потрібно дозвіл керівництва і 16-місячний ценз плавання. У 1884 році чин прапорщика по Адміралтейству, що знаходився нижче чину мічмана (з 1884 р 10 клас по Табелі про ранги), почали надавати не тільки офіцерам берегової служби, а й офіцерам корабельного складу, підвищеним з однорічників.
З 1886 року однорічник однорічниками до флоту брали тільки осіб з вищою освітою.
З 1909 року умови проходження служби однорічниками (юнкерами флоту) знову ускладнилися. На розсуд начальства юнкера флоту ставали корабельними гардемаринами (14 або 13 клас по Табелі про ранги в залежності від термінів вислуги). Чин корабельного гардемарина в той період також надавався випускникам військово-морських училищ на час проходження ними обов'язкового практики плавання. Після закінчення встановленого терміну плавання (близько року) гардемарини здавали практичний іспит, за результатами якого проводилися в офіцери: ті, що закінчили училища отримували чин мічмана, однорічники — чин прапорщика по Адміралтейству). Однорічники, які прослужили два обов'язкових роки і які не отримали чину гардемарина, могли за своїм вибором або звільнитися в запас нижнім чином, або залишитися на третій рік служби. Якщо і після закінчення третього року служби вони не отримували чину гардемарина, вони в обов'язковому порядку звільнялися в запас, причому отримували можливість складати іспит на чин прапорщика по Адміралтейству. Отримавші чин гардемарина мали право продовжувати службу за своїм бажанням.

### Знаки розрізнення
Для розрізнення військовослужбовців на правах однорічника по краю погону розміщувався шнур зі спеціальним малюнком, триколірний біло-жовто-чорний кант, яким обшивалися погони.

Знаки розрізнення однорічників
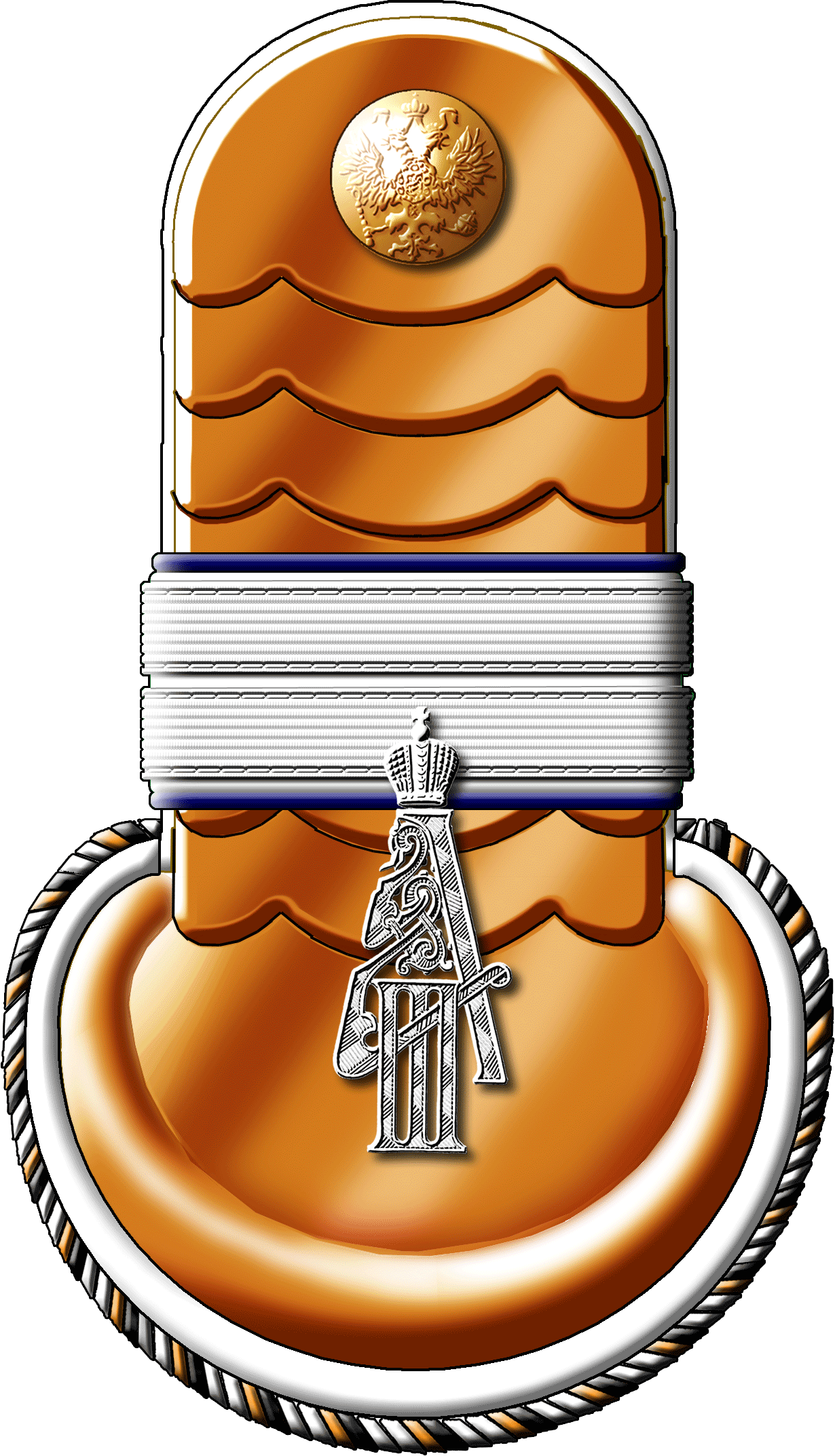
Еполет молодшого унтер-офіцера, 1908
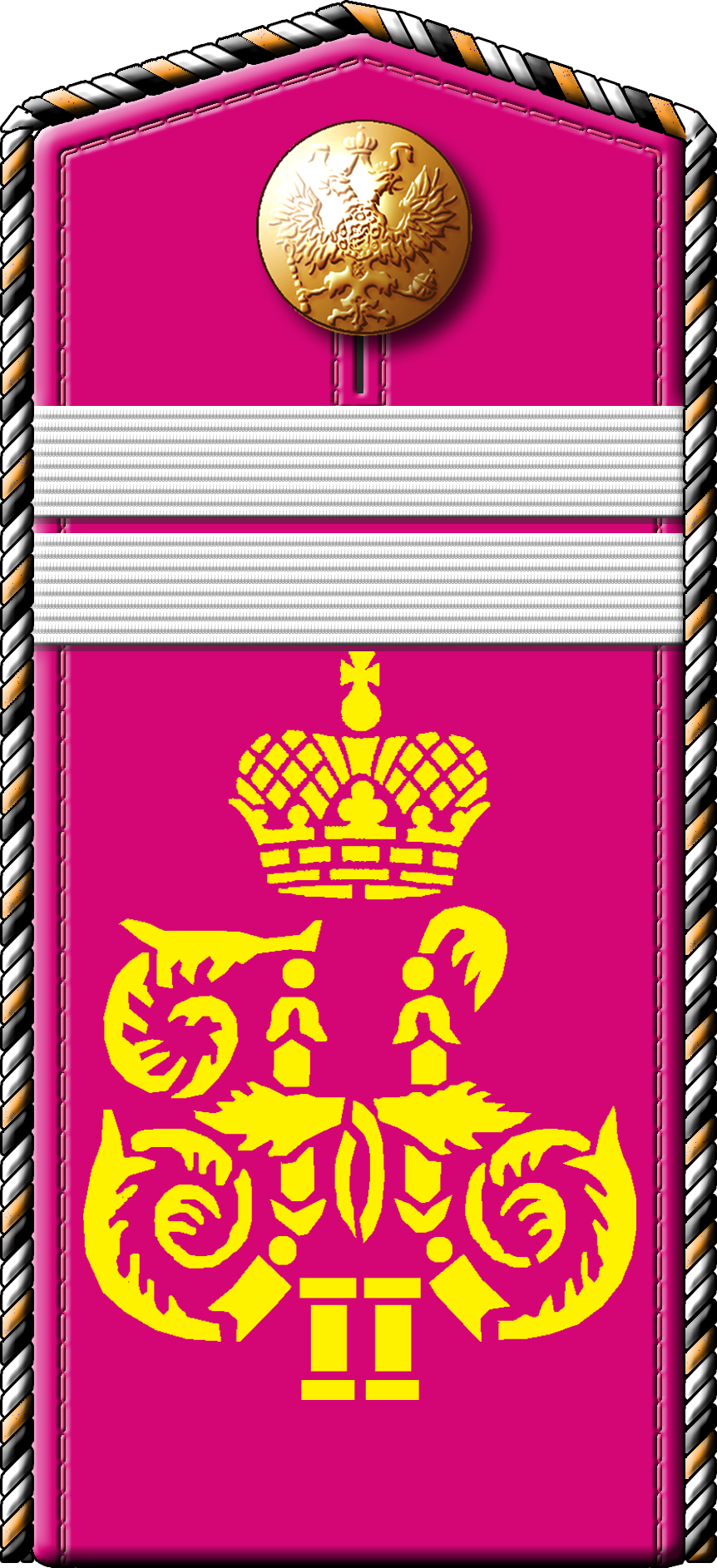
Погон молодшого унтер-офіцера, 1904
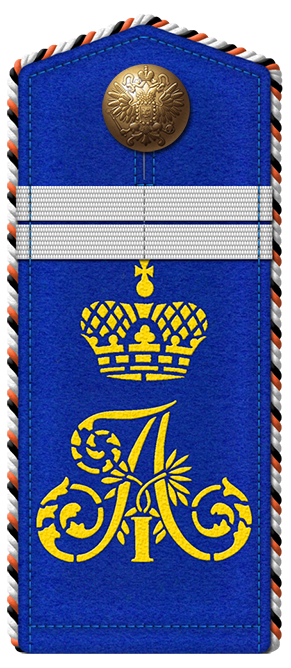
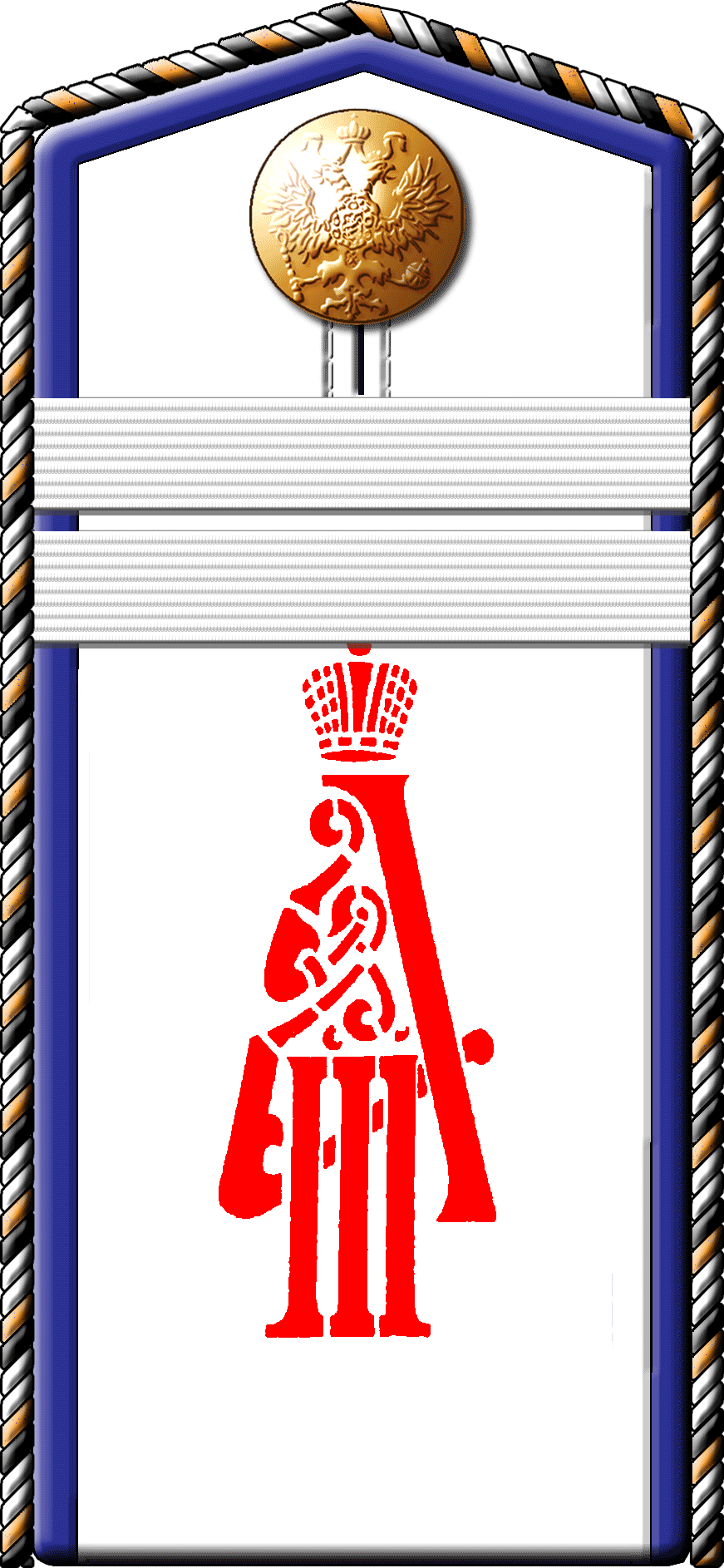
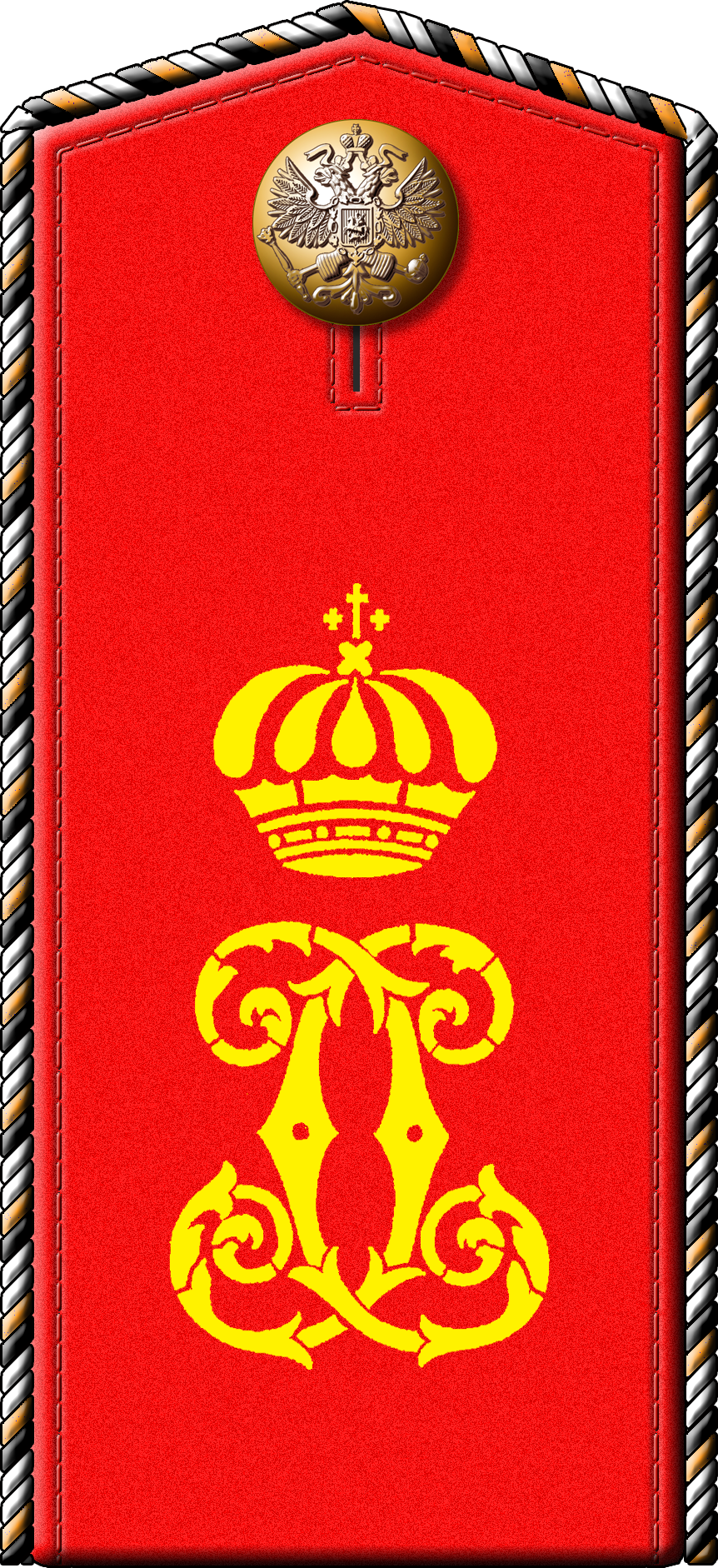
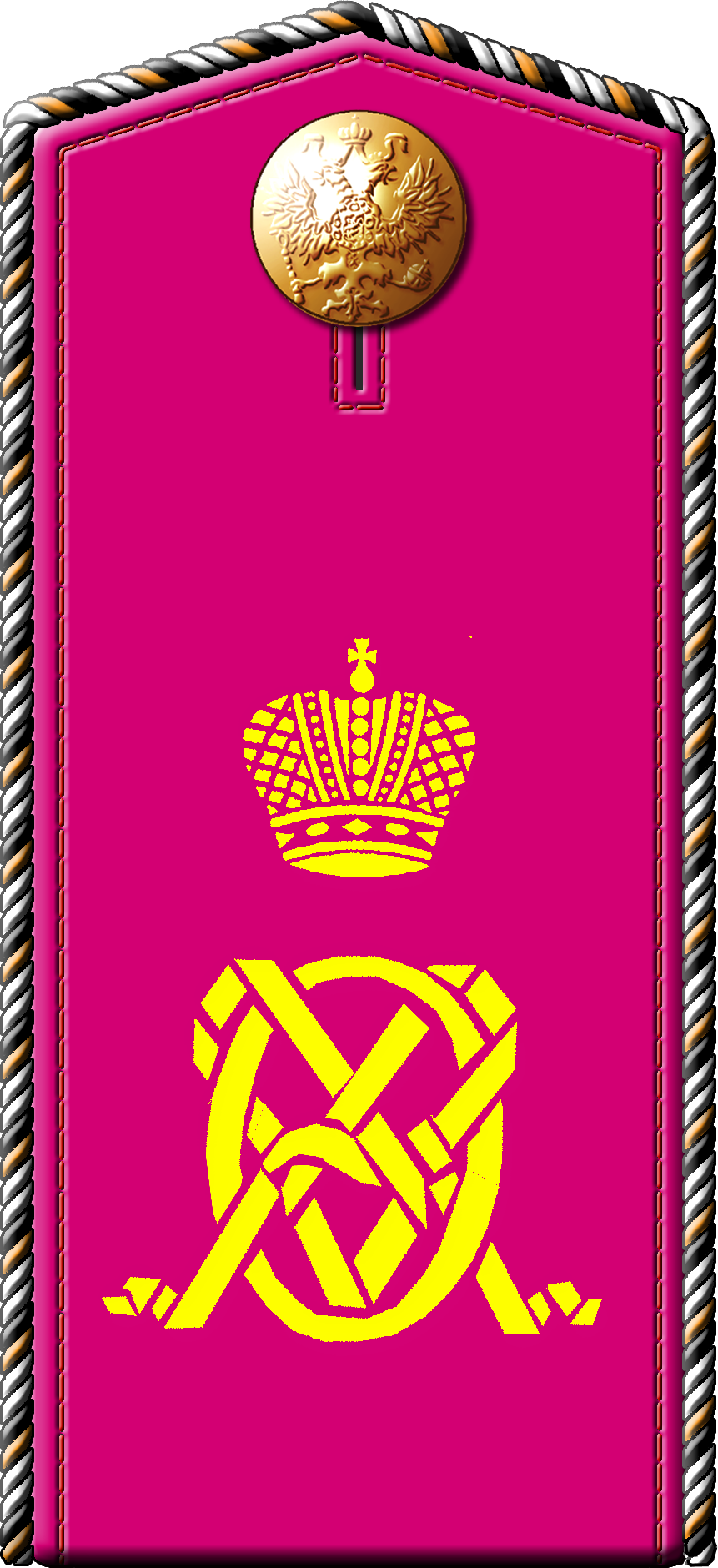
Погон рядового, 1904
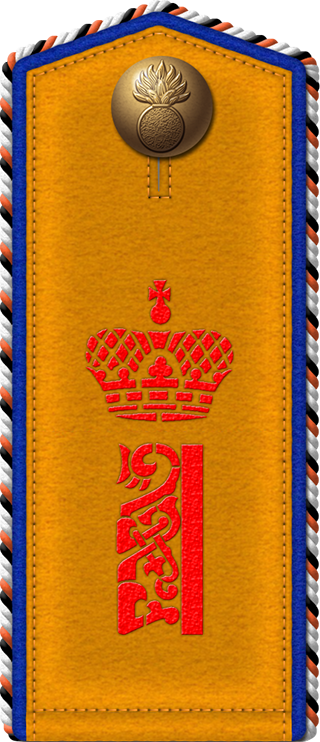
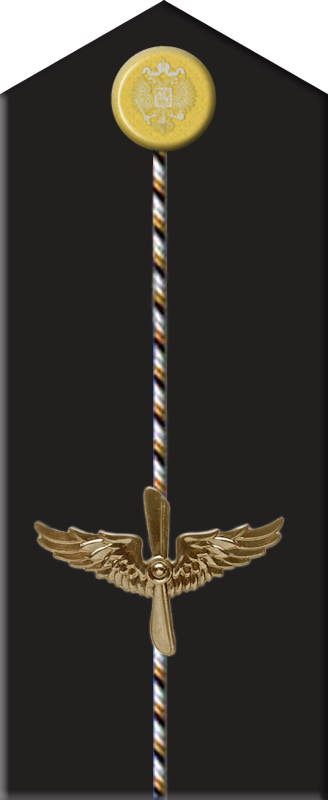
Погон юнкера флоту школи морської авіації, 1915-1917
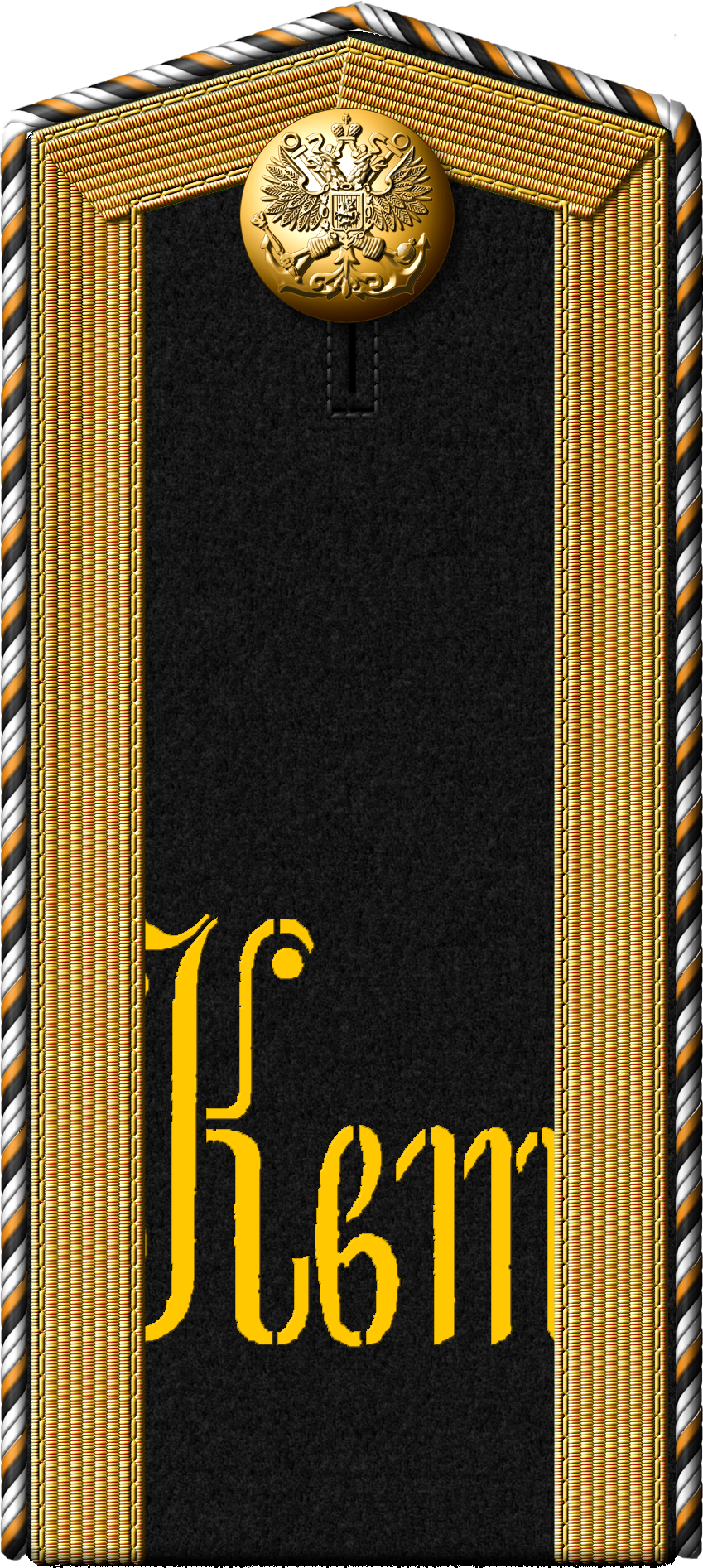
Юнкер флоту Квантунського флотського екіпажу